# Pancovia golungensis
Pancovia golungensis är en kinesträdsväxtart som först beskrevs av William Philip Hiern, och fick sitt nu gällande namn av Exell & Mendonca. Pancovia golungensis ingår i släktet Pancovia och familjen kinesträdsväxter. Inga underarter finns listade i Catalogue of Life.